# Xinle
Koordinaten: 38° 23′ N, 114° 43′ O
Xinle (chinesisch 新乐市, Pinyin Xīnlè Shì) ist eine chinesische kreisfreie Stadt der bezirksfreien Stadt Shijiazhuang, der Hauptstadt der Provinz Hebei der Volksrepublik China. Sie hat eine Fläche von 526,2 km² und zählt 487.652 Einwohner (Stand: Zensus 2010).

## Administrative Gliederung
Auf Gemeindeebene setzt sich die kreisfreie Stadt aus einem Straßenviertel, acht Großgemeinden und drei Gemeinden (davon eine der Hui) zusammen. 